# Pitajo couronné
Silvicultrix frontalis
Espèce
Synonymes
- Ochthoeca frontalis

Statut de conservation UICN

 LC  : Préoccupation mineure
Le Pitajo couronné (Silvicultrix frontalis) est une espèce de passereaux de la famille des Tyrannidae,. Plusieurs bases de données comme Catalogue of Life, ITIS et l'Animal Diversity Web l'appellent Ochthoeca frontalis,,. Elles considèrent en effet les espèces du genre Silvicultrix comme appartenant au genre Ochthoeca, contrairement au Congrès ornithologique international qui les en a séparées à la suite des travaux de Tello et al. et de Harshman en 2009.

## Systématique et distribution
Cet oiseau est représenté par deux sous-espèces selon la classification de référence du Congrès ornithologique international (version 9.1, 2019) :
- Silvicultrix frontalis albidiadema (Lafresnaye, 1848) : Andes orientales de Colombie (vers le nord jusqu'au nord du département de Santander) ;
- Silvicultrix frontalis frontalis (Lafresnaye, 1847) : des Andes centrales de Colombie aux Andes d'Équateur et du nord du Pérou[1],[2],[7].